# Hypocrita escuintla
Hypocrita escuintla är en fjärilsart som beskrevs av William Schaus 1920. Hypocrita escuintla ingår i släktet Hypocrita och familjen björnspinnare. Inga underarter finns listade i Catalogue of Life.